# Duthiea oligostachya
Duthiea oligostachya là một loài thực vật có hoa trong họ Hòa thảo. Loài này được (Munro ex Aitch.) Stapf mô tả khoa học đầu tiên năm 1896.